# Ossian Solitander
Henrik Probus Ossian Solitander, född 26 mars 1890 i Helsingfors, död 1968, var en finländsk ingenjör.
Soltander, som var son till bergsintendenten Carl Probus Solitander och Göthilda Granfelt, blev student 1908 och diplomingenjör 1913. Han var ingenjör vid Väg- och vattenbyggnadsstyrelsen 1913–1938, byråingenjör 1930–1938, professor i vatten- och grundbyggnad vid Tekniska högskolan i Helsingfors 1938–1958 och föreståndare för högskolans byggnadsavdelning 1956–1958.
Solitander ägde och bebrukade en lantgård i Hattula 1925–1944. Han var styrelsemedlem i Tekniska forskningsinstitutet 1945–1948. Han var ordförande i Suomen Teknikkojen Seuras fackklubb "Rakennusinsinöörien Kerho" 1928–1929 och biträdande redaktör i Teknillinen Aikakauslehti 1928–1963. Han författade Yleinen vesirakennus (1930). Han blev hedersledamot i Suomen Teknikkojen Seura 1960 och i Hattula-Seura 1964.